# خلل توضيع المنبه
خلل توضيع المنبه، المعروف أيضًا باسم متلازمة خلل توضيع المنبه، اضطراب عصبي لا يمكن فيه إدراك نصف جسم الفرد أو حيزه أو الاستجابة للأحاسيس. نادًرا ما يستخدم مصطلح خلل توضيع المنبه في المراجع والأدبيات العلمية الحديثة. غالبًا ما أُشير إلى خلل توضيع المنبه بمصطلحات مثل الإهمال النصفي أو الإهمال البصري المكاني أو الإهمال الحيزي النصفي منذ القرن العشرين فصاعدًا.
وصف علماء النفس في السابق مرضى خلل توضيع المنبه بأنهم غير قادرين على التمييز أو الإبلاغ عن المحفزات الخارجية. يجعل ذلك المرضى غير قادرين على توجيه الاستجابات الحسية في حيزهم الشخصي والخارجي. يكون المرضى الذين يعانون من خلل توضيع المنبه غير قادرين على تمييز جانب واحد من الجسم بشكل عام، أو أجزاء معينة من الجسم. هناك ثلاث مراحل لهذا الاضطراب: الأكيريا (انعدام اليد) والألوكيريا (الحس النازح للمقابل) والسينكيريا (حس نازح للمقابل)، إذ تتطور مظاهر خلل توضيع المنبه بدرجات متفاوتة.
عُرفت متلازمة خلل توضيع المنبه في أوائل القرن التاسع عشر من قبل الطبيب النفسي الويلزي، إيرنست جونز، إذ ذكر مجموعة من التفسيرات للآليات النظرية لكل مرحلة. بمرور الوقت، أدى انخفاض أهمية التأثير النفسي البيولوجي لخلل توضيع المنبه إلى استبداله بمصطلح «الإهمال» تحت بند الاضطرابات العصبية في علم النفس العصبي.
يعاني مرضى خلل توضيع المنبه من قصور في مناطق الوعي الحركية والحسية والبصرية والاستبطانية. ترتبط هذه الأعراض بآفات الدماغ والهستيريا والذهان الجسدي التخيلي، والتي تؤثر جميعها على الإدراك. في الدراسات السريرية، يُشار أيضًا إلى خلل توضيع المنبه بمصطلح خلل توطين الأحاسيس (البصرية والسمعية واللمسية) في النصف الآخر من الجسم والذي يمكن أن يكون أحاديًا وثنائيًا.
العلاج محدود وفعاليته غير مثبتة سريريًا لدى مرضى خلل توضيع المنبه، بالإضافة إلى أن طرق إعادة التأهيل لا يمكنها الحفاظ على نتائج مستقرة. تشمل الخيارات العلاجية بشكل رئيسي الواقع الافتراضي وترقيع العين في المجال المهمل والتكيف الموشوري بالإضافة إلى أساليب إعادة التأهيل الأخرى.

## تاريخ
تتماشى نتائج حالات خلل توضيع المنبه بشكل معقد مع الحالات التي تدرس متلازمات الإهمال المكاني والاضطرابات ذات الصلة التي نُشرت في الأدبيات الطبية في أوائل القرن التاسع عشر. اقترح الطبيب إيرنست جونز المراحل الثلاثة لخلل توضيع المنبه كمتلازمة عقلية في عام 1909. درس جونز حالة الأكيريا الأولية بالإضافة إلى ظاهرة الالوكيريا اللتين اكتشفاهما عالم النفس الفرنسي بيير جانيت (1899) وطبيب الأعصاب النمساوي هاينريش أوبرشتاينر (1882)، على التوالي. أدت هذه الحالات المستقلة إلى تعريف متلازمة خلل توضيع المنبه وإعادة تعريف الألوكيريا.
منذ القرن العشرين فصاعدًا، استُبدل مصطلح «خلل توضيع المنبه» بـ«الإهمال أحادي الجانب» و«الإهمال الحيزي النصفي» وغيرها من مصطلحات الاضطرابات العصبية ذات الصلة. حل مصطلح «الإهمال أحادي الجانب» محل «خلل توضيع المنبه» بعدما نشر طبيب الأعصاب النمساوي مارسيل كينزبورن دراسته حول الآليات النموذجية للإهمال المكاني أحادي الجانب. كان للدراسة آثار نظرية على خلل توضيع المنبه أكثر من التجارب السابقة.
أصبحت اضطرابات الإهمال من الاهتمامات الرئيسية في دراسة علم النفس العصبي. يعد الإهمال مصطلحًا شاملًا يُستخدم لتصنيف الاضطرابات العصبية لأنواع فرعية متميزة بما في ذلك التقسيمات المرئية والحسية الجسدية والحركية والخارجية والشخصية والتمثيلية. لذلك، اقتُرحت آليات عصبية متنوعة منذ ذلك الحين للتحقيق في الأداء المعرفي العالي وتفسيره في الدراسة السريرية لاضطرابات الإهمال. بالإضافة إلى ذلك، تعزز العناصر مثل شدة الأعراض والفزيولوجيا المرضية والنمط والتسلسل الزمني لمتلازمات الإهمال من فهم الشبكات العصبية في دماغ المرضى.

## الشفاء والعلاجات
لم يُحدد أي علاج فعال تمامًا على المرضى الذين يعانون من خلل توضيع المنبه واضطرابات الإهمال ذات الصلة، إذ تتنوع آليات هذه المتلازمات. اتضح أن الخيارات العلاجية غير قادرة على الحفاظ على تأثيرات إيجابية مستقرة ويصعب نقلها للاستخدام اليومي بشكل مؤكد. تشمل العلاجات الرئيسية لخلل توضيع المنبه الواقع الافتراضي وترقيع العين في المجال المهمل والتكيف الموشوري.

### الواقع الافتراضي
يسمح الواقع الافتراضي بمحاكاة ظروف الحياة اليومية لإعادة تأهيل السيطرة على الأطراف والعينين وحركة الرأس. تعزز هذه المحاكاة الافتراضية التحولات في التغيرات الوضعية للمرضى. يمكن ممارسة أساليب تنسيق الجسم وأحاسيسه في أنشطة الحياة اليومية، إذ يحقق المرضى أهدافهم الحركية الصعبة من خلال المحاكاة الافتراضية. يزيد الواقع الافتراضي من وعي الجسم باضطرابات الإهمال مثل خلل توضيع المنبه مع ديمومة النتائج على مدى خمسة أشهر.

### ترقيع العين في المجال المهمل
يهدف ترقيع العين في المجال المهمل إلى تغطية العين في الجانب المصاب من الجسم باستخدام عدسات أو نظارات محجوبة. يمكن وضع الرقعة على أي من مجالي الرؤية للعين المصابة اعتمادًا على درجة الإهمال المكاني للمريض. ينتج عن تغطية العين حجب نصفي لمجال الرؤية ما يمكّن الفرد من تركيز وعيه على الحيز المقابل باستخدام الجانب المعيب من الجسم.